# Новоастраханский сельский совет
Новоастраханский сельский совет (укр. Новоастраханська сільська рада) — входит в состав
Кременского района
Луганской области
Украины.

## Населённые пункты совета
- с. Новая Астрахань

## Адрес сельсовета
92940, Луганська обл., Кремінський р-н,
с. Нова Астрахань, вул. Леніна, 49; тел. 94-1-17 (укр.)